# 257
 Тази статия е за 257-ата година от новата ера.  За числото 257 вижте 257 (число).  

## Починали
- 2 август – Стефан I, римски папа (р. през III век)